# Abraj Al Bait
Die Abraj Al Bait (arabisch أبراج البيت, DMG Abrāǧ al-Bait ‚Türme des Hauses‘) sind eine Hochhausgruppe mit einem zentralen Wolkenkratzer, dem Mecca Royal Clock Tower Hotel in Mekka in Saudi-Arabien. Sie steht direkt neben der Heiligen Moschee, die die Kaaba, das Allerheiligste der Muslime, enthält. Nach der Kaaba, die auf Arabisch auch einfach nur als „das Haus“ (al-bait) bezeichnet wird, ist die Hochhausgruppe auch benannt. Der zentrale Wolkenkratzer wurde mit 601 Metern und 120 Etagen nach Erreichen der Endhöhe im Juli 2011 das zweithöchste Gebäude der Welt nach dem deutlich höheren Burj Khalifa in Dubai (828 Meter). Inzwischen ist das Gebäude nach dem Burj Khalifa, dem Merdeka 118 (644 Meter mit Spitze) und dem 632 Meter hohen Shanghai Tower das vierthöchste der Welt. Nach seiner Fertigstellung Ende 2012 wurde ein Luxus-Hotel der Fairmont-Gesellschaft eröffnet.

## Architektur und Beschreibung
Architektonisch zitiert der Hauptturm den Uhrturm von Big Ben und wird von einer langen dicken Spitze samt Halbmond am oberen Ende gekrönt. Die Spitze des Gebäudes ist über eine Aussichtsplattform in 558 Metern Höhe begehbar, diese ist höher als jene des Burj Khalifa (555,70 Meter), aber nicht so hoch wie die des Rekordhalters Shanghai Tower auf 561 Metern. Bis zu einer Höhe von 347 Metern besteht das Gebäude aus einer Stahlbetonkonstruktion, darüber wurde in Stahlverbundbauweise bzw. Stahlbauweise weitergebaut.
Anfangs sollte der Turm 485 Meter hoch werden, später wurde dies auf 591 Meter erhöht. Im Juli 2010 wurde die letztlich erreichte Endhöhe von 601 Metern bekannt gegeben.
Der äußerst kompakte Gebäudekomplex mit über einer Million Quadratmeter Nutzfläche wurde errichtet, um die vielen muslimischen Pilger zu beherbergen, die zur Moschee und den heiligen Stätten in Mekka kommen; bei Vollbelegung der Anlage sind dort über 30.000 Menschen untergebracht. Die Baukosten beliefen sich auf geschätzte 15 Milliarden US-Dollar.
Der Hotelturm ist von der größten Uhr der Welt gekrönt. Die auf allen vier Seiten des Turms angebrachten Zifferblätter haben einen Durchmesser von 43 Metern. Sie werden von zwei Millionen LED-Leuchten beleuchtet. Die Ausführung ist darauf ausgelegt, die Uhrzeit in bis zu acht Kilometern Entfernung noch ablesen zu können. Die Zifferblätter bestehen aus einem Glasmosaik mit mehr als 90 Millionen Einzelteilen, worauf das Wappen Saudi-Arabiens zu sehen ist. Die für den Austausch defekter Beleuchtungselemente begehbaren Minutenzeiger aus kohlenstofffaserverstärktem Kunststoff sind 23 Meter lang, 3,5 Meter breit und 7,5 Tonnen schwer. Die Stundenzeiger sind 17 Meter lang. Die Uhr ist mit einem Solarantrieb ausgestattet. Vier goldene Kuppeln befinden sich auf den Säulen an den Ecken. Weitere 21.000 weiße und grüne Lichter bilden oberhalb der Zifferblätter die Flagge Saudi-Arabiens. Sie blinken fünfmal täglich zu den islamischen Gebetszeiten.
In dem zehnstöckigen Bereich der Uhr befinden sich museale Bereiche und Konferenzräume. Dort ist die Medientechnologie Walkable Skyglobe (begehbarer Himmelsglobus) installiert. Er besteht aus zwei Sphären mit einem Durchmesser von sechs Metern, die mit der offenen Seite in einem Abstand von 1,8 Meter zueinander stehen.
Über einen Steg kann man den Globus begehen. Die Innenseiten der beiden Halbkugeln werden von zwölf Projektoren bespielt.
Eigentümer des Komplexes ist die Saudi Binladin Group. Das Architekturbüro Dar al-Handasah Shair & Partners war für die Konzeption und den Entwurf des im postmodernen Stil gebauten Komplexes verantwortlich. Die Uhr und die Turmspitze des Hauptturmes (ab einer Höhe von 450 Metern) wurde von der SL Rasch GmbH unter der Leitung des Architekten Mahmoud Bodo Rasch konzipiert und gebaut.

## Bauarbeiten
Die Vorbereitungen für den Bau der Türme unterlag kritischen Beurteilungen: Im Frühjahr 2002 wurde die aus dem späten 18. Jahrhundert stammende osmanische Adschjad-Festung abgerissen und der größte Teil des Bulbul-Hügels, auf dem sie stand, eingeebnet, um das Gebiet für die Abraj Al Bait Towers freizumachen.
Der erste Spatenstich für den Komplex fand im Jahr 2004 statt. Ab 2006 wurde mit dem oberirdischen Bau des Hauptturms begonnen. Im Sommer 2010 hatte die Baustelle eine Höhe von rund 450 Metern erreicht.

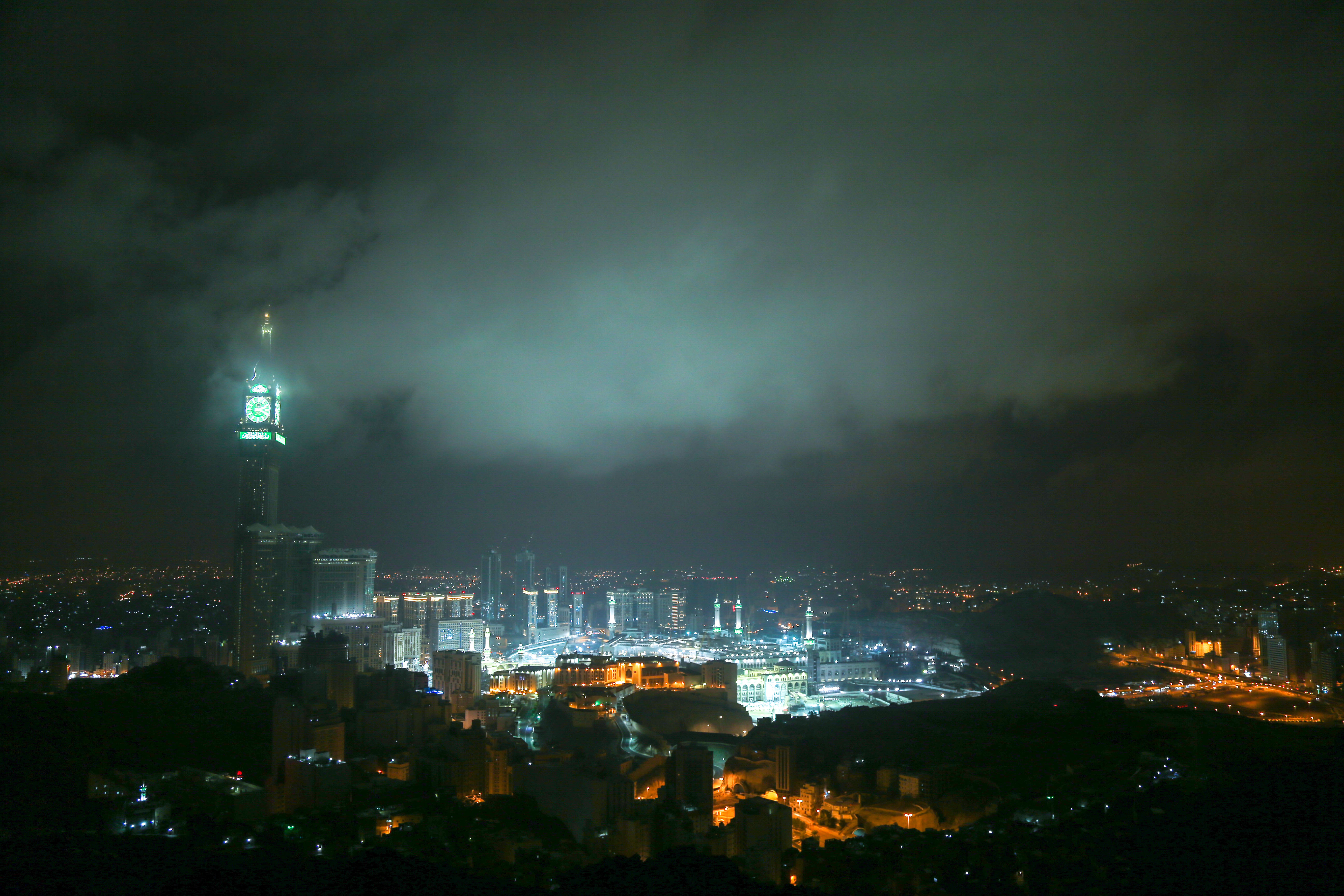
Der Turm bei Nacht

Im Juli und August 2010 wurde die überdimensionale Uhr am Turm montiert. Am 10. August nahm diese den Testbetrieb auf. Es ist die größte Uhr, die je an einem Turm befestigt wurde.  Die Uhr wurde von der Firma Perrot aus dem schwäbischen Calw gebaut. Für die Montage vor Ort wurde die Firma Çimtaş aus Istanbul beauftragt, weil Mekka nur Muslimen Zutritt gewährt. Zusätzlich beauftragte Perrot einen marokkanischen Ingenieur mit der Betreuung und Wartung der größten Turmuhr der Welt.
Ende August erreichte der Hauptturm eine Höhe von 508 Metern und überholte damit den Taipei 101 in Taiwan. Die endgültige Höhe von 601 Metern wurde am 6. Juli 2011 mit der Installation des letzten Bauteils an der Spitze erreicht. Der Halbmond misst 23 Meter im Durchmesser und beinhaltet einen Gebetsraum für VIPs.
Im Dezember 2012 wurden die letzten Bauarbeiten abgeschlossen.